# Limeyrat
Limeyrat là một xã của Pháp, nằm ở tỉnh Dordogne trong vùng Aquitaine của Pháp. Xã này có diện tích 19,72 km2, dân số năm 2006 là 441 người. Xã nằm ở khu vực có độ cao trung bình 250 m trên mực nước biển.

## Hành chính
| Danh sách các xã trưởng                |             |                |      |              |
| Giai đoạn                              | Giai đoạn   | Tên            | Đảng | Tư cách      |
| tháng 3 năm 2001                       | đương nhiệm | Claude Sautier | PS   | nhà giáo dục |
| Tất cả các dữ liệu trước đây không rõ. |             |                |      |              |

## Thông tin nhân khẩu
| Năm    | 1962 | 1968 | 1975 | 1982 | 1990 | 1999 | 2006 |
| ------ | ---- | ---- | ---- | ---- | ---- | ---- | ---- |
| Dân số | 371  | 343  | 394  | 408  | 427  | 436  | 441  |

|
sansdoublescomptes= 1962|source=INSEE